# Коммунофашисты
Коммунофаши́зм — пейоратив, термин подразумевающий сходство коммунистических и крайне правых сил и/или идеологий. Политическое клише коммунофашисты, красные фашисты или красно-коричневые упоминаются политиками и журналистами либерально-демократической ориентации для обозначения совокупности политических сил, проповедующих коммунистическую и ультранационалистическую идеологию. Иногда в подобном же смысле употребляется термин коммуно-патриоты. Красный фашизм может также использоваться некоторыми левыми для отождествления исторических «марксистско-ленинских» режимов с фашистскими (например, сталинизма и маоизма).
Предпосылками к появлению термина послужило, во-первых, одинаково оппозиционное положение в современной России коммунистических и национал-патриотических сил; во-вторых, фактическое занятие частью коммунистов радикально-консервативных позиций (традиционно принадлежавших фашистам и др. крайне правым); в-третьих, слияние коммунистических и фашистских взглядов в идеологической платформе Национал-большевистской партии.

## Лингвистическая сторона
Авторство термина иногда приписывается Алле Гербер или Евгению Прошечкину.
Ряд авторов видит в этом термине пример метонимии:

В свою очередь, фраза «Красно-коричневые опять рвутся к власти» демонстрирует принцип действия метафоры — то есть сравнения по аналогии, сопоставления объектов, чьё сходство обусловлено скорее ассоциациями, чем «реальными» фактами — «красно-коричневые» в конечном итоге являются красными и коричневыми не больше, чем кто-либо другой.

## Использование термина
Клише активно использовалось сторонниками президента Бориса Ельцина во время событий сентября — октября 1993 года в Москве, когда здание парламента (Верховного Совета) от войск президента-демократа пришли защищать коммунисты вместе с теми, кого причисляют к фашизму. По причине многократного повторения в СМИ и на митингах термин вошёл в употребление.
В наибольшей степени данному термину соответствует Национал-большевистская партия, сделавшая своей идеологией эпатажный синтез националистических и левых идей. Некогда она имела огромное влияние на другие левые партии России.
А. А. Проханов назвал свой роман 1999 года «Красно-коричневый».

## Обоснование
В. Тростников в 1994 году писал:

Когда говорят о «красно-коричневых», имеют в виду союз коммунистов с национал-патриотами. Но вот вопрос: возможен ли такой союз? Рассуждая теоретически, невозможен. Коммунисты исповедуют интернационализм — патриоты его отвергают; коммунисты ставят во главу угла классовую борьбу — патриоты призывают к социальной гармонии во имя процветания отечества; коммунисты называют религию опиумом для народа и сводят бытие к материи — патриоты поднимают на щит веру и считают материализм опасной заразой, принесённой к нам с Запада. Как же тут получится альянс?
Тем не менее он существует, и не просто существует, а является важнейшим политическим фактором сегодняшней России.

## Исторические примеры
Политологи выявляют признаки коммунофашизма в идеологиях диктаторских режимов, которые в различные периоды XX века формировались в некоторых странах Азии, Африки и Южной Америки.
В современном мире характерными признаками коммунофашизма обладает Корейская Народно-Демократическая Республика. Государственной идеологией в этой стране является чучхе — национал-коммунистическая идеология.

## В художественной литературе
- Александр Проханов. «Красно-коричневый (роман)»